# 塞尔蓬松湖
塞尔蓬松湖（法語發音：[lak də sɛʁ pɔ̃sɔ̃]）是法国的一个人工湖，位于上阿尔卑斯省与上普罗旺斯阿尔卑斯省，于1955年开工建设，并于1961年完工。